# NFL 2010
Die NFL-Saison 2010 war die 91. Saison im American Football in der National Football League (NFL). Die Regular Season begann am 9. September 2010 und endete am 2. Januar 2011. Die Green Bay Packers gewannen den Super Bowl XLV am 6. Februar 2011 im Cowboys Stadium in Arlington, Texas.

## Regeländerungen
- Die Overtime-Regel für die Postseason wurde erneuert. Im Gegensatz zu der bislang angewendeten Sudden Victory Overtime läuft das Spiel nach einem erzielten Field Goal der nach dem Münzwurf ballbesitzenden Mannschaft weiter. Erzielt das gegnerische Team daraufhin einen Touchdown, ist dieses Team der Sieger. Ist das Spiel daraufhin immer noch Unentschieden, geht es erneut in ein Sudden Death. Während der Regular Season gilt hingegen noch die alte Regel, hier ist das Spiel auch bei einem Field Goal der zuerst angreifenden Mannschaft sofort entschieden und beendet.

- Ein Spielzug wird nun sofort abgepfiffen, wenn der balltragende Spieler seinen Helm verliert.
- Der sogenannte Umpire (einer von sieben Schiedsrichtern), der bislang hinter der Defensive Line stand, steht ab sofort hinter der Offensive Line.
- Während eines Field Goals oder Extra-Point darf kein Verteidiger mehr gegenüber dem Long Snapper stehen.
- Signalisiert der Punt Returner einen Fair Catch, lässt den Ball dann allerdings ohne Fremdeinwirkung fallen, hat er die Möglichkeit, diesen aufzufangen, bevor er den Boden berührt.
- Trifft der Ball die Video Wall oder ähnliche Gegenstände, wird der Spielzug wiederholt. Diese Regel wurde bereits in der Saison 2009 testweise eingeführt und wird ab dieser Saison fester Bestandteil des Regelwerks.
- Wird die Spieluhr eine Minute vor Ende einer Hälfte aufgrund eines Videobeweises gestoppt, läuft die Uhr noch für zehn Sekunden weiter. Es besteht die Möglichkeit, ein Timeout zu nehmen.

## NFL Draft

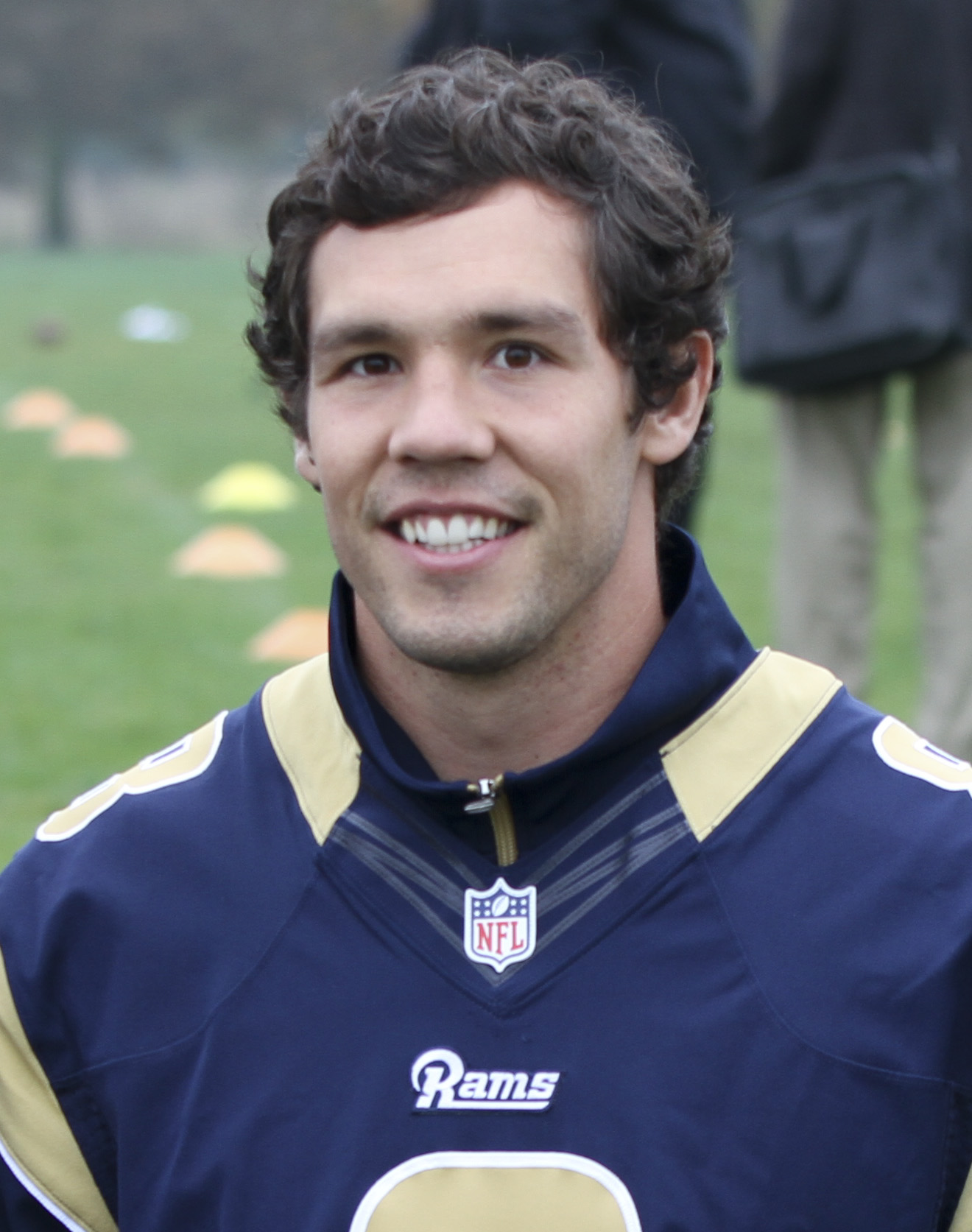
Sam Bradford wurde als erster Spieler im NFL Draft 2010 ausgewählt.

Der NFL Draft 2010 fand vom 22. bis 24. April in der Radio City Music Hall in New York statt und war der erste, der an drei Tagen stattfand. Der Draft lief über sieben Runden, in denen 255 Spieler ausgewählt wurden. Da die St. Louis Rams in der abgelaufenen Saison den schlechtesten Record aufwiesen, hatten sie das Recht, den ersten Spieler im Draft auswählen. Mit dem Erstrunden-Pick wählten sie den Quarterback und Gewinner der Heisman Trophy Sam Bradford von der University of Oklahoma.

Ab dem Draft galten auch Änderungen zur Reihenfolge der Draft-Picks, die auf der jährlichen Eigentümerversammlung 2009 einstimmig durch die NFL-Eigentümer beschlossen wurden.
Bei dem neuen Format wurde die Setzung der Playoff-Teams berücksichtigt. Die beiden wichtigsten Änderungen gegenüber den Vorjahren waren:
- Teams, die die Playoffs erreichen, wählen nach Teams, die dies nicht tun.
- Teams, die in den Playoffs weiter kommen, wählen später aus.

Die Änderung wurde eingeführt, da z. B. im Jahr 2008 die Chargers, die die reguläre Saison mit 8-8 abschlossen, die Indianapolis Colts (12-4) im AFC-Wildcard-Spiel besiegten. Dennoch erhielten die Chargers den 16. Pick, während die Colts den 27. Pick erhielten und die Patriots, die die Play-offs verpassten, belegten den 23. Platz nach den damals geltenden Regeln, nach denen die Ergebnisse der regulären Saison für alle Teams außer denen im Super Bowl Vorrang hatten.

## Stadien

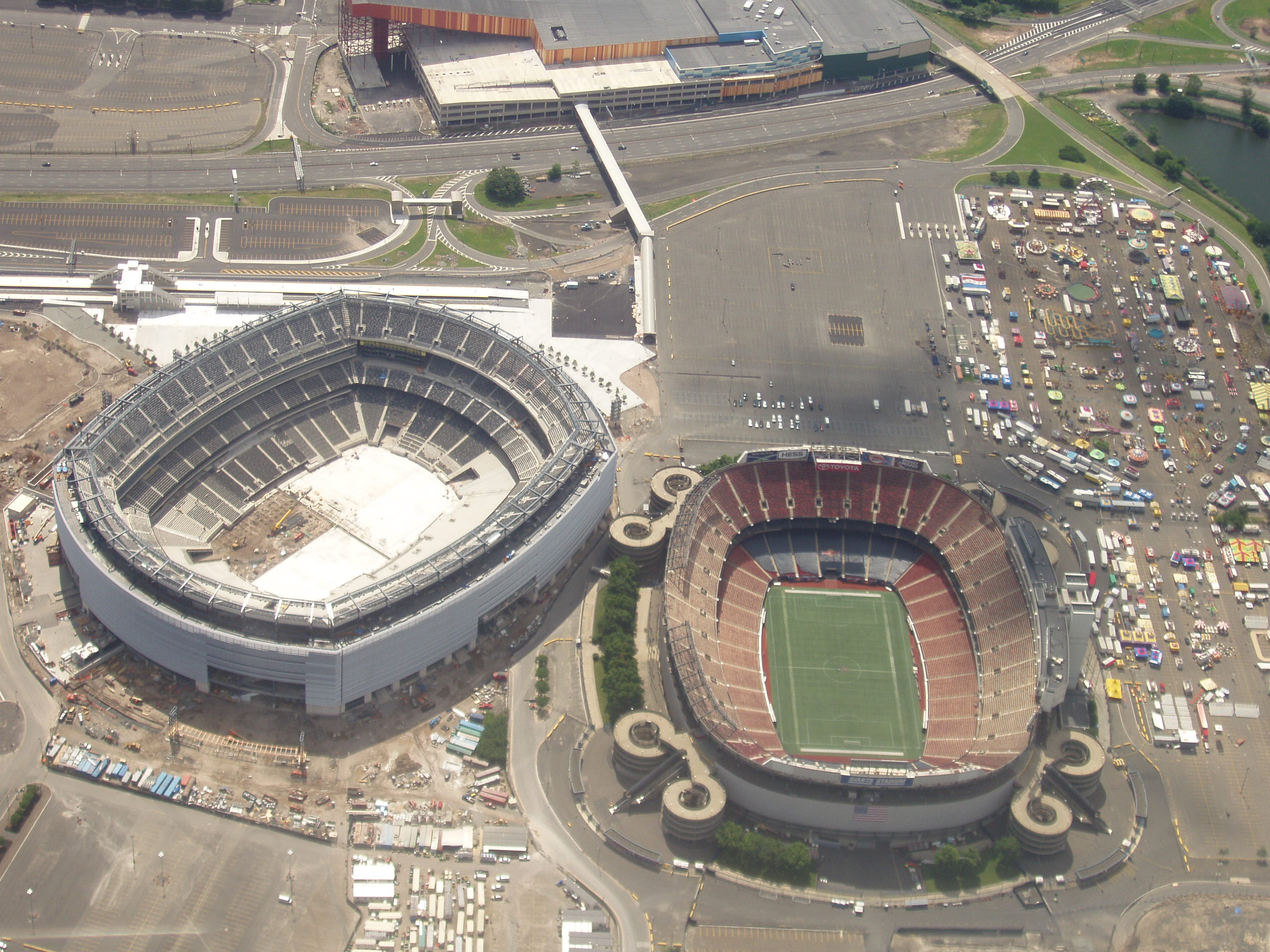
Das Meadowlands Stadium (links) neben dem Giants Stadium (rechts)

Die zwei Teams aus New York, die New York Giants und die New York Jets, tragen seit der Saison 2010 ihre Spiele im neu gebauten Meadowlands Stadium aus. Das neue Stadion wurde unmittelbar neben dem Giants Stadium, der alten Heimstätte der beiden Teams, erbaut. Das Stadion weist eine Kapazität von 82.500 Zuschauern auf und war zum Zeitpunkt der Fertigstellung nach dem FedExField das zweitgrößte Stadion der NFL.
Die Kansas City Chiefs beendeten offiziell die Renovierungsarbeiten am Arrowhead Stadium, die seit 2007 andauerten. Die Arbeiten betrafen vorrangig infrastrukturelle Änderungen, wie beispielsweise den Umbau von Spieler- und Trainerräumen.

## Regular Season
Das Saisoneröffnungsspiel, der „Kickoff“, fand am 9. September im Louisiana Superdome zwischen dem Titelverteidiger New Orleans Saints und dem NFC-North-Konkurrenten Minnesota Vikings statt. Beide Teams trafen bereits im NFC Championship Game des Vorjahres aufeinander. Die Saints gewannen das Spiel mit 14:9.
In der Saison 2010 fanden die folgenden Divisionspaarungen statt:
| Intraconference | Intraconference | Intraconference | Interconference | Interconference | Interconference |
| --------------- | --------------- | --------------- | --------------- | --------------- | --------------- |
| AFC East        | vs              | AFC North       | AFC East        | vs              | NFC Nord        |
| AFC West        | vs              | AFC South       | AFC West        | vs              | NFC West        |
| NFC East        | vs              | NFC North       | AFC North       | vs              | NFC South       |
| NFC West        | vs              | NFC South       | AFC South       | vs              | NFC East        |

### Spiel in Europa
Wie bereits in den Vorjahren fand ein Regular-Season-Spiel im Rahmen der NFL International Series in Europa statt. In der 8. Spielwoche trafen die Denver Broncos im Londoner Wembley-Stadion auf die San Francisco 49ers. Die 49ers setzten sich mit 24:16 durch.

### Abschlusstabellen

#### Divisions
| AFC East             | AFC East | AFC East | AFC East | AFC East | AFC East | AFC East | AFC East | AFC East | AFC East |
| Team                 | S        | N        | U        | SQ       | P+       | P−       | DIV      | CONF     | Serie    |
| -------------------- | -------- | -------- | -------- | -------- | -------- | -------- | -------- | -------- | -------- |
| New England Patriots | 14       | 2        | 0        | 0,875    | 518      | 313      | 5–1      | 10–2     | 8S       |
| New York Jets        | 11       | 5        | 0        | 0,688    | 367      | 304      | 4–2      | 9–3      | 1S       |
| Miami Dolphins       | 7        | 9        | 0        | 0,438    | 275      | 332      | 2–4      | 5–7      | 3N       |
| Buffalo Bills        | 4        | 12       | 0        | 0,250    | 283      | 425      | 1–5      | 3–9      | 2N       |

| NFC East            | NFC East | NFC East | NFC East | NFC East | NFC East | NFC East | NFC East | NFC East | NFC East |
| Team                | S        | N        | U        | SQ       | P+       | P−       | DIV      | CONF     | Serie    |
| ------------------- | -------- | -------- | -------- | -------- | -------- | -------- | -------- | -------- | -------- |
| Philadelphia Eagles | 10       | 6        | 0        | 0,625    | 439      | 377      | 4–2      | 7–5      | 2N       |
| New York Giants     | 10       | 6        | 0        | 0,625    | 404      | 347      | 3–3      | 8–4      | 1S       |
| Dallas Cowboys      | 6        | 10       | 0        | 0,375    | 394      | 436      | 3–3      | 4–8      | 1S       |
| Washington Redskins | 6        | 10       | 0        | 0,375    | 303      | 377      | 2–4      | 4–8      | 1N       |

| AFC North           | AFC North | AFC North | AFC North | AFC North | AFC North | AFC North | AFC North | AFC North | AFC North |
| Team                | S         | N         | U         | SQ        | P+        | P−        | DIV       | CONF      | Serie     |
| ------------------- | --------- | --------- | --------- | --------- | --------- | --------- | --------- | --------- | --------- |
| Pittsburgh Steelers | 12        | 4         | 0         | 0,750     | 375       | 232       | 5–1       | 9–3       | 2S        |
| Baltimore Ravens    | 12        | 4         | 0         | 0,750     | 357       | 270       | 4–2       | 9–3       | 4S        |
| Cleveland Browns    | 5         | 11        | 0         | 0,313     | 271       | 332       | 1–5       | 3–9       | 3N        |
| Cincinnati Bengals  | 4         | 12        | 0         | 0,250     | 322       | 395       | 2–4       | 3–9       | 1N        |

| NFC North         | NFC North | NFC North | NFC North | NFC North | NFC North | NFC North | NFC North | NFC North | NFC North |
| Team              | S         | N         | U         | SQ        | P+        | P−        | DIV       | CONF      | Serie     |
| ----------------- | --------- | --------- | --------- | --------- | --------- | --------- | --------- | --------- | --------- |
| Chicago Bears     | 11        | 5         | 0         | 0,688     | 334       | 286       | 5–1       | 8–4       | 1N        |
| Green Bay Packers | 10        | 6         | 0         | 0,625     | 388       | 240       | 4–2       | 8–4       | 2S        |
| Detroit Lions     | 6         | 10        | 0         | 0,375     | 362       | 369       | 2–4       | 5–7       | 4S        |
| Minnesota Vikings | 6         | 10        | 0         | 0,375     | 281       | 348       | 1–5       | 5–7       | 1N        |

| AFC South            | AFC South | AFC South | AFC South | AFC South | AFC South | AFC South | AFC South | AFC South | AFC South |
| Team                 | S         | N         | U         | SQ        | P+        | P−        | DIV       | CONF      | Serie     |
| -------------------- | --------- | --------- | --------- | --------- | --------- | --------- | --------- | --------- | --------- |
| Indianapolis Colts   | 10        | 6         | 0         | 0,625     | 445       | 388       | 4–2       | 8–4       | 4S        |
| Jacksonville Jaguars | 8         | 8         | 0         | 0,500     | 351       | 419       | 3–3       | 7–5       | 3N        |
| Houston Texans       | 6         | 10        | 0         | 0,375     | 390       | 427       | 3–3       | 5–7       | 1S        |
| Tennessee Titans     | 6         | 10        | 0         | 0,375     | 356       | 339       | 2–4       | 3–9       | 1N        |

| NFC South            | NFC South | NFC South | NFC South | NFC South | NFC South | NFC South | NFC South | NFC South | NFC South |
| Team                 | S         | N         | U         | SQ        | P+        | P−        | DIV       | CONF      | Serie     |
| -------------------- | --------- | --------- | --------- | --------- | --------- | --------- | --------- | --------- | --------- |
| Atlanta Falcons      | 13        | 3         | 0         | 0,813     | 414       | 288       | 5–1       | 10–2      | 1S        |
| New Orleans Saints   | 11        | 5         | 0         | 0,688     | 384       | 307       | 4–2       | 9–3       | 1N        |
| Tampa Bay Buccaneers | 10        | 6         | 0         | 0,625     | 343       | 318       | 3–3       | 8–4       | 2S        |
| Carolina Panthers    | 2         | 14        | 0         | 0,125     | 196       | 408       | 0–6       | 2–10      | 2N        |

| AFC West           | AFC West | AFC West | AFC West | AFC West | AFC West | AFC West | AFC West | AFC West | AFC West |
| Team               | S        | N        | U        | SQ       | P+       | P−       | DIV      | CONF     | Serie    |
| ------------------ | -------- | -------- | -------- | -------- | -------- | -------- | -------- | -------- | -------- |
| Kansas City Chiefs | 10       | 6        | 0        | 0,625    | 366      | 326      | 2–4      | 6–6      | 1N       |
| San Diego Chargers | 9        | 7        | 0        | 0,563    | 441      | 319      | 3–3      | 7–5      | 1S       |
| Oakland Raiders    | 8        | 8        | 0        | 0,500    | 410      | 371      | 6–0      | 6–6      | 1S       |
| Denver Broncos     | 4        | 12       | 0        | 0,250    | 344      | 471      | 1–5      | 3–9      | 1N       |

| NFC West            | NFC West | NFC West | NFC West | NFC West | NFC West | NFC West | NFC West | NFC West | NFC West |
| Team                | S        | N        | U        | SQ       | P+       | P−       | DIV      | CONF     | Serie    |
| ------------------- | -------- | -------- | -------- | -------- | -------- | -------- | -------- | -------- | -------- |
| Seattle Seahawks    | 7        | 9        | 0        | 0,438    | 311      | 407      | 4–2      | 6–6      | 1S       |
| St. Louis Rams      | 7        | 9        | 0        | 0,438    | 289      | 328      | 3–3      | 5–7      | 1N       |
| San Francisco 49ers | 6        | 10       | 0        | 0,375    | 305      | 346      | 4–2      | 4–8      | 1S       |
| Arizona Cardinals   | 5        | 11       | 0        | 0,313    | 289      | 434      | 1–5      | 3–9      | 1N       |

#### Conferences
| AFC              | AFC                  | AFC              | AFC              | AFC              | AFC              | AFC              | AFC              |
| Rang             | Team                 | Division         | S                | N                | U                | SQ               | CONF             |
| Division leaders | Division leaders     | Division leaders | Division leaders | Division leaders | Division leaders | Division leaders | Division leaders |
| ---------------- | -------------------- | ---------------- | ---------------- | ---------------- | ---------------- | ---------------- | ---------------- |
| 1                | New England Patriots | East             | 14               | 2                | 0                | 0,875            | 10–2             |
| 2                | Pittsburgh Steelers  | North            | 12               | 4                | 0                | 0,750            | 9–3              |
| 3                | Indianapolis Colts   | South            | 10               | 6                | 0                | 0,625            | 8–4              |
| 4                | Kansas City Chiefs   | West             | 10               | 6                | 0                | 0,625            | 6–6              |
| Wild Cards       |                      |                  |                  |                  |                  |                  |                  |
| 5                | Baltimore Ravens     | North            | 12               | 4                | 0                | 0,750            | 9–3              |
| 6                | New York Jets        | East             | 11               | 5                | 0                | 0,688            | 9–3              |
| Ausgeschieden    |                      |                  |                  |                  |                  |                  |                  |
| 7                | San Diego Chargers   | West             | 9                | 7                | 0                | 0,563            | 7–5              |
| 8                | Jacksonville Jaguars | South            | 8                | 8                | 0                | 0,500            | 7–5              |
| 9                | Oakland Raiders      | West             | 8                | 8                | 0                | 0,500            | 6–6              |
| 10               | Miami Dolphins       | East             | 7                | 9                | 0                | 0,438            | 5–7              |
| 11               | Houston Texans       | South            | 6                | 10               | 0                | 0,375            | 5–7              |
| 12               | Tennessee Titans     | South            | 6                | 10               | 0                | 0,375            | 3–9              |
| 13               | Cleveland Browns     | North            | 5                | 11               | 0                | 0,313            | 3–9              |
| 14               | Denver Broncos       | West             | 4                | 12               | 0                | 0,250            | 3–9              |
| 15               | Buffalo Bills        | East             | 4                | 12               | 0                | 0,250            | 3–9              |
| 16               | Cincinnati Bengals   | North            | 4                | 12               | 0                | 0,250            | 3–9              |

| NFC              | NFC                  | NFC              | NFC              | NFC              | NFC              | NFC              | NFC              |
| Rang             | Team                 | Division         | S                | N                | U                | SQ               | CONF             |
| Division leaders | Division leaders     | Division leaders | Division leaders | Division leaders | Division leaders | Division leaders | Division leaders |
| ---------------- | -------------------- | ---------------- | ---------------- | ---------------- | ---------------- | ---------------- | ---------------- |
| 1                | Atlanta Falcons      | South            | 13               | 3                | 0                | 0,813            | 10–2             |
| 2                | Chicago Bears        | North            | 11               | 5                | 0                | 0,688            | 8–4              |
| 3                | Philadelphia Eagles  | East             | 10               | 6                | 0                | 0,625            | 7–5              |
| 4                | Seattle Seahawks     | West             | 7                | 9                | 0                | 0,438            | 6–6              |
| Wild Cards       |                      |                  |                  |                  |                  |                  |                  |
| 5                | New Orleans Saints   | South            | 11               | 5                | 0                | 0,688            | 9–3              |
| 6                | Green Bay Packers    | North            | 10               | 6                | 0                | 0,625            | 8–4              |
| Ausgeschieden    |                      |                  |                  |                  |                  |                  |                  |
| 7                | New York Giants      | East             | 10               | 6                | 0                | 0,625            | 8–4              |
| 8                | Tampa Bay Buccaneers | South            | 10               | 6                | 0                | 0,625            | 8–4              |
| 9                | St. Louis Rams       | West             | 7                | 9                | 0                | 0,438            | 5–7              |
| 10               | Detroit Lions        | North            | 6                | 10               | 0                | 0,375            | 5–7              |
| 11               | Minnesota Vikings    | North            | 6                | 10               | 0                | 0,375            | 5–7              |
| 12               | San Francisco 49ers  | West             | 6                | 10               | 0                | 0,375            | 4–8              |
| 13               | Dallas Cowboys       | East             | 6                | 10               | 0                | 0,375            | 4–8              |
| 14               | Washington Redskins  | East             | 6                | 10               | 0                | 0,375            | 4–8              |
| 15               | Arizona Cardinals    | West             | 5                | 11               | 0                | 0,313            | 3–9              |
| 16               | Carolina Panthers    | South            | 2                | 14               | 0                | 0,125            | 2–10             |

Quelle: nfl.com
Legende:
| Siege              | Niederlagen           | Unentschieden      | SQ gewonnene Spiele (relativ)               | DIV Gewonnene / verlorene Spiele in der Division    |
| P+ gemachte Punkte | P− gegnerische Punkte | Playoff-Teilnehmer | Serie Gewonnene / verlorene Spiele in Folge | CONF Gewonnene / verlorene Spiele in der Conference |

Tie-Breaker 2010
- Pittsburgh gewann die AFC North vor Baltimore aufgrund ihrer besseren Division-Bilanz (5–1 gegenüber 4–2 von Baltimore).
- Indianapolis sicherte sich den 3. Platz in der Play-off-Setzliste der AFC vor Kansas City aufgrund ihres 19:9-Sieges im direkten Duell in Woche 5.
- Houston beendete die Saison vor Tennessee in der AFC South aufgrund ihrer besseren Division-Bilanz (3–3 gegenüber 4–2 von Baltimore).
- Philadelphia gewann die NFC East vor den New York Giants aufgrund ihrer zwei direkten Siege.
- Seattle gewann die NFC West vor St. Louis aufgrund ihrer besseren Division-Bilanz (4–2 gegenüber 3–3 von St. Louis).
- Green Bay sicherte sich den 6. Platz und somit letzten Platz in der Play-off-Setzliste der NFC, da ihr strength of victory (SOV) im Vergleich zu den restlichen beiden Teams am Höchsten ausfiel (0,475 gegenüber 0,400 der New York Giants und 0,344 von Tampa Bay).
- Dallas beendete die Saison vor Washington in der NFC East aufgrund ihrer besseren Division-Bilanz (3–3 gegenüber 2–4 von Washington).
- Detroit beendete die Saison vor Minnesota in der NFC  North aufgrund ihrer besseren Division-Bilanz (2–4 gegenüber 1–5 von Minnesota).

## Play-offs
Die Play-offs fanden vom 8. Januar 2011 bis zum 6. Februar 2011 statt.
|  | Wild Card Round                     | Wild Card Round               | Wild Card Round               |                               |               | Divisional Round           | Divisional Round                               | Divisional Round                               |                                                |  | Conference Championships | Conference Championships | Conference Championships |  |  | Super Bowl | Super Bowl | Super Bowl |
|  |                                     |                               |                               |                               |               |                            |                                                |                                                |                                                |  |                          |                          |                          |  |  |            |            |            |
|  | 8. Januar – Qwest Field             | 8. Januar – Qwest Field       | 8. Januar – Qwest Field       |                               |               | 16. Januar – Soldier Field | 16. Januar – Soldier Field                     | 16. Januar – Soldier Field                     |                                                |  |                          |                          |                          |  |  |            |            |            |
|  | 8. Januar – Qwest Field             | 8. Januar – Qwest Field       | 8. Januar – Qwest Field       | 2                             | Chicago       | 35                         |                                                |                                                |                                                |  |                          |                          |                          |  |  |            |            |            |
|  | 4                                   | Seattle                       | 41                            | 2                             | Chicago       | 35                         | 23. Januar – Soldier Field                     | 23. Januar – Soldier Field                     | 23. Januar – Soldier Field                     |  |                          |                          |                          |  |  |            |            |            |
|  | 4                                   | Seattle                       | 41                            | 4                             | Seattle       | 24                         | 23. Januar – Soldier Field                     | 23. Januar – Soldier Field                     | 23. Januar – Soldier Field                     |  |                          |                          |                          |  |  |            |            |            |
|  | 5                                   | New Orleans                   | 36                            | 4                             | Seattle       | 24                         | 23. Januar – Soldier Field                     | 23. Januar – Soldier Field                     | 23. Januar – Soldier Field                     |  |                          |                          |                          |  |  |            |            |            |
|  | 5                                   | New Orleans                   | 36                            | 15. Januar – Georgia Dome     |               |                            | 23. Januar – Soldier Field                     | 23. Januar – Soldier Field                     | 23. Januar – Soldier Field                     |  |                          |                          |                          |  |  |            |            |            |
|  |                                     |                               |                               | 2                             | Chicago       | 14                         |                                                |                                                |                                                |  |                          |                          |                          |  |  |            |            |            |
|  | NFC                                 |                               |                               | 2                             | Chicago       | 14                         |                                                |                                                |                                                |  |                          |                          |                          |  |  |            |            |            |
|  |                                     | 6                             | Green Bay                     | 21                            |               |                            |                                                |                                                |                                                |  |                          |                          |                          |  |  |            |            |            |
|  | 9. Januar – Lincoln Financial Field | 6                             | Green Bay                     | 21                            |               |                            |                                                |                                                |                                                |  |                          |                          |                          |  |  |            |            |            |
|  | NFC Championship                    |                               |                               |                               |               |                            |                                                |                                                |                                                |  |                          |                          |                          |  |  |            |            |            |
|  | 1                                   | Atlanta                       | 21                            |                               |               |                            |                                                |                                                |                                                |  |                          |                          |                          |  |  |            |            |            |
|  | 1                                   | Atlanta                       | 21                            | 3                             | Philadelphia  | 16                         | 6. Februar – Cowboys Stadium, Arlington, Texas | 6. Februar – Cowboys Stadium, Arlington, Texas | 6. Februar – Cowboys Stadium, Arlington, Texas |  |                          |                          |                          |  |  |            |            |            |
|  | 6                                   | Green Bay                     | 48                            | 3                             | Philadelphia  | 16                         | 6. Februar – Cowboys Stadium, Arlington, Texas | 6. Februar – Cowboys Stadium, Arlington, Texas | 6. Februar – Cowboys Stadium, Arlington, Texas |  |                          |                          |                          |  |  |            |            |            |
|  | 6                                   | Green Bay                     | 48                            | 6                             | Green Bay     | 21                         | 6. Februar – Cowboys Stadium, Arlington, Texas | 6. Februar – Cowboys Stadium, Arlington, Texas | 6. Februar – Cowboys Stadium, Arlington, Texas |  |                          |                          |                          |  |  |            |            |            |
|  | 15. Januar – Heinz Field            |                               |                               | 6                             | Green Bay     | 21                         | 6. Februar – Cowboys Stadium, Arlington, Texas | 6. Februar – Cowboys Stadium, Arlington, Texas | 6. Februar – Cowboys Stadium, Arlington, Texas |  |                          |                          |                          |  |  |            |            |            |
|  | 9. Januar – Arrowhead Stadium       | 9. Januar – Arrowhead Stadium | 9. Januar – Arrowhead Stadium | N6                            | Green Bay     | 31                         |                                                |                                                |                                                |  |                          |                          |                          |  |  |            |            |            |
|  | 9. Januar – Arrowhead Stadium       | 9. Januar – Arrowhead Stadium | 9. Januar – Arrowhead Stadium | N6                            | Green Bay     | 31                         |                                                |                                                |                                                |  |                          |                          |                          |  |  |            |            |            |
|  | 9. Januar – Arrowhead Stadium       | 9. Januar – Arrowhead Stadium | 9. Januar – Arrowhead Stadium |                               | A2            | Pittsburgh                 | 25                                             |                                                |                                                |  |                          |                          |                          |  |  |            |            |            |
|  | 9. Januar – Arrowhead Stadium       | 9. Januar – Arrowhead Stadium | 9. Januar – Arrowhead Stadium |                               | A2            | Pittsburgh                 | 25                                             |                                                |                                                |  |                          |                          |                          |  |  |            |            |            |
|  | 9. Januar – Arrowhead Stadium       | 9. Januar – Arrowhead Stadium | 9. Januar – Arrowhead Stadium | Super Bowl XLV                |               |                            |                                                |                                                |                                                |  |                          |                          |                          |  |  |            |            |            |
|  | 9. Januar – Arrowhead Stadium       | 9. Januar – Arrowhead Stadium | 9. Januar – Arrowhead Stadium | 2                             | Pittsburgh    | 31                         |                                                |                                                |                                                |  |                          |                          |                          |  |  |            |            |            |
|  | 4                                   | Kansas City                   | 7                             | 2                             | Pittsburgh    | 31                         | 23. Januar – Heinz Field                       | 23. Januar – Heinz Field                       | 23. Januar – Heinz Field                       |  |                          |                          |                          |  |  |            |            |            |
|  | 4                                   | Kansas City                   | 7                             | 5                             | Baltimore     | 24                         | 23. Januar – Heinz Field                       | 23. Januar – Heinz Field                       | 23. Januar – Heinz Field                       |  |                          |                          |                          |  |  |            |            |            |
|  | 5                                   | Baltimore                     | 30                            | 5                             | Baltimore     | 24                         | 23. Januar – Heinz Field                       | 23. Januar – Heinz Field                       | 23. Januar – Heinz Field                       |  |                          |                          |                          |  |  |            |            |            |
|  | 5                                   | Baltimore                     | 30                            | 16. Januar – Gillette Stadium |               |                            | 23. Januar – Heinz Field                       | 23. Januar – Heinz Field                       | 23. Januar – Heinz Field                       |  |                          |                          |                          |  |  |            |            |            |
|  |                                     |                               |                               | 2                             | Pittsburgh    | 24                         |                                                |                                                |                                                |  |                          |                          |                          |  |  |            |            |            |
|  | AFC                                 |                               |                               | 2                             | Pittsburgh    | 24                         |                                                |                                                |                                                |  |                          |                          |                          |  |  |            |            |            |
|  |                                     | 6                             | New York Jets                 | 19                            |               |                            |                                                |                                                |                                                |  |                          |                          |                          |  |  |            |            |            |
|  | 8. Januar – Lucas Oil Stadium       | 6                             | New York Jets                 | 19                            |               |                            |                                                |                                                |                                                |  |                          |                          |                          |  |  |            |            |            |
|  | AFC Championship                    |                               |                               |                               |               |                            |                                                |                                                |                                                |  |                          |                          |                          |  |  |            |            |            |
|  | 1                                   | New England                   | 21                            |                               |               |                            |                                                |                                                |                                                |  |                          |                          |                          |  |  |            |            |            |
|  | 1                                   | New England                   | 21                            | 3                             | Indianapolis  | 16                         |                                                |                                                |                                                |  |                          |                          |                          |  |  |            |            |            |
|  | 6                                   | New York Jets                 | 28                            | 3                             | Indianapolis  | 16                         |                                                |                                                |                                                |  |                          |                          |                          |  |  |            |            |            |
|  | 6                                   | New York Jets                 | 28                            | 6                             | New York Jets | 17                         |                                                |                                                |                                                |  |                          |                          |                          |  |  |            |            |            |
|  |                                     |                               |                               | 6                             | New York Jets | 17                         |                                                |                                                |                                                |  |                          |                          |                          |  |  |            |            |            |

- Die Mannschaft mit der niedrigeren Setznummer hat Heimrecht und wird hier als erste genannt, im Gegensatz zur Praxis in den USA, wo die Gastmannschaft zuerst genannt wird.

## Super Bowl XLV
Siehe auch Hauptartikel: Super Bowl XLV
Der Super Bowl XLV, die 45. Ausgabe des Super Bowls, fand am 6. Februar 2011 im Cowboys Stadium in Arlington, Texas statt. Die Green Bay Packers besiegten die Pittsburgh Steelers mit 31:25. Zum Super Bowl MVP wurde Quarterback Aaron Rodgers gewählt.

## Pro Bowl
Der Pro Bowl wurde am 30. Januar 2011, genau eine Woche vor dem Super Bowl XLV, wieder im Aloha Stadium auf Hawaii ausgetragen, nachdem der letztjährige Pro Bowl im Sun Life Stadium in Miami Gardens gespielt wurde. Das Team der NFC gewann mit 55:41 gegen die Auswahl der AFC. Zum Pro Bowl MVP wurde der Cornerback DeAngelo Hall von den Washington Redskins gewählt.

## Trivia
- Die Seattle Seahawks sind das erste Team in der Geschichte der NFL, welches mit einer negativen Bilanz (7 Siege bei 9 Niederlagen) als Divisionssieger in die Play-offs einzog.

- Die Oakland Raiders sind das erste Team in der Geschichte, welches nicht in die Play-offs einziehen konnte, obwohl es eine Bilanz von 6 Siegen und 0 Niederlagen in seiner Division erreicht hat.

- Mit 9 Play-off-Teilnahmen in Folge stellten die Indianapolis Colts den Rekord der Dallas Cowboys ein.

## Saisonbestleistungen
Folgende Saisonbestleistungen wurden 2010 erreicht:
| Statistikwert           | Spieler                                     | Wert  |
| ----------------------- | ------------------------------------------- | ----- |
| Geworfene Yards         | Philip Rivers (SD)                          | 4.710 |
| Geworfene Touchdowns    | Tom Brady (NE)                              | 36    |
| Erlaufene Yards         | Arian Foster (HOU)                          | 1.616 |
| Erlaufene Touchdowns    | Arian Foster (HOU)                          | 16    |
| Fänge (receptions)      | Roddy White (ATL)                           | 115   |
| Gefangene Yards         | Brandon Lloyd (DEN)                         | 1.448 |
| Gefangene Touchdowns    | Dwayne Bowe (KAN)                           | 15    |
| Tackles                 | Jerod Mayo (NE)                             | 174   |
| Sacks                   | DeMarcus Ware (DAL)                         | 15,5  |
| Interceptions           | Ed Reed (BAL)                               | 8     |
| erzwungene Fumbles      | Osi Umenyiora (NYG)                         | 10    |
| gepuntete Yards         | Donnie Jones (STL)                          | 4.276 |
| verwandelte Field Goals | Josh Brown (STL) Sebastian Janikowski (OAK) | 33    |
| erzielte Punkte         | David Akers (PHI)                           | 143   |

## Auszeichnungen
| Most Valuable Player          | Tom Brady, Quarterback, New England Patriots   |
| Coach of the Year             | Bill Belichick, New England Patriots           |
| Offensive Player of the Year  | Tom Brady, Quarterback, New England Patriots   |
| Defensive Player of the Year  | Troy Polamalu, Safety, Pittsburgh Steelers     |
| Offensive Rookie of the Year  | Sam Bradford, Quarterback, St. Louis Rams      |
| Defensive Rookie of the Year  | Ndamukong Suh, Defensive Tackle, Detroit Lions |
| Comeback Player of the Year   | Michael Vick, Quarterback, Philadelphia Eagles |
| Walter Payton Man of the Year | Madieu Williams, Safety, Minnesota Vikings     |